# Samsung Galaxy A51
Samsung Galaxy A51 là điện thoại thông minh Android do Samsung Electronics sản xuất như một phần của dòng A của hãng. Nó được công bố và phát hành vào tháng 12 năm 2019. Điện thoại có màn hình Super AMOLED FHD+ 6.5, rộng 48 MP, siêu rộng 12 MP, độ sâu 5 MP và camera macro 5 MP, pin 4000 mAh và màn hình quang học cảm biến dấu vân tay.

## Thông số kỹ thuật

### Phần cứng
Galaxy A51 có màn hình Super AMOLED Infinity O 6,5 inch với độ phân giải FHD + 1080 × 2400 pixel, tỷ lệ khung hình 20: 9 và mật độ điểm ảnh ~ 405 ppi. Mặt kính phía trước được làm bằng Corning Gorilla Glass 3. Bản thân điện thoại có kích thước 158,5 mm (6,24 in) [Chuyển đổi: Không hợp lệ số] × 73,6 mm (2,90 in) [Chuyển đổi: Số invalid] × 7,9 mm (0,31 in) [Chuyển đổi: Sai số] và nặng 172 g (6,1 oz). Điện thoại được trang bị chip Exynos 9611 (10 nm) octa-core (4 × 2,3 GHz Cortex-A73 & 4 × 1,7 GHz Cortex-A53) và GPU Mali-G72 MP3. Khi phát hành, nó đi kèm với RAM 4 GB hoặc 6 GB và bộ nhớ trong 64 GB hoặc 12 GB, có thể mở rộng bằng thẻ nhớ microSD lên đến 512 GB. Các biến thể mới hơn của điện thoại có thể có RAM lên đến 8 GB. It comes with a non-removable 4000 mAh lithium polymer battery. It also has an in-display optical fingerprint sensor. Nó đi kèm với một viên pin lithium polymer 4000 mAh không thể tháo rời. Nó cũng có cảm biến vân tay quang học trong màn hình.

#### Máy ảnh
Samsung Galaxy A51 có thiết lập bốn camera được sắp xếp theo hình chữ "L" nằm ở góc với phần nhô ra hình chữ nhật tương tự như của iPhone 11 và Pixel 4. Mảng này bao gồm một camera góc rộng 48 MP, một 12 MP. camera siêu rộng, camera macro 5 MP và cảm biến độ sâu 5 MP. Nó cũng có một camera mặt trước 32 MP duy nhất, nằm trong một lỗ đục nhỏ ở mặt trước của màn hình. Cả camera trước và sau đều có thể quay video lên đến 4K ở tốc độ 30 khung hình / giây, cũng như 1080p ở tốc độ 30 và 120 khung hình / giây. Các camera phía sau cũng có Super Steady.

### Phần mềm
Galaxy A51 đi kèm với Android 10 và One UI 2.0 (One UI 2.1 và 2.5 thông qua bản cập nhật phần mềm). Điện thoại có Samsung Knox để tăng cường bảo mật hệ thống.
Vào ngày 2 tháng 12 năm 2020, đã tiết lộ rằng Galaxy A51, cùng với nhiều thiết bị Samsung Galaxy khác, sẽ đủ điều kiện nhận bản nâng cấp Android 11 với One UI 3.0.
Trong một thông cáo báo chí vào ngày 18 tháng 8 năm 2020, Samsung tuyên bố rằng A51, cùng với Samsung Galaxy A71 và Samsung Galaxy A90 5G, sẽ nhận được ba thế hệ hỗ trợ phần mềm Android. Do đó, có khả năng A51 sẽ nhận được thêm hai bản nâng cấp phần mềm Android lớn sau khi nhận được Android 11.

### Thiết kế
Galaxy A51 có các màu Crush Hồng, Crush Trắng và Crush Xanh dương, trong khi biến thể 5G có các màu Cube Đen, Cube Trắng, Cube Hồng.

## Lịch sử
Samsung Galaxy A51 đã được công bố và phát hành vào tháng 12 năm 2019 cùng với Galaxy A71. Samsung sau đó đã công bố một biến thể 5G vào tháng 4 năm 2020 với pin 4500mAh lớn hơn và Exynos 980 SoC. Phiên bản băng thông siêu rộng 5G với hỗ trợ mmWave là độc quyền của Verizon được cung cấp bởi Qualcomm Snapdragon 765G.